# Geranium durangense
Geranium durangense är en näveväxtart som beskrevs av Harold Emery Moore. Geranium durangense ingår i släktet nävor, och familjen näveväxter. Inga underarter finns listade i Catalogue of Life.